# Soesilarishius tabernarius
Soesilarishius tabernarius – gatunek pająka z rodziny skakunowatych.
Gatunek ten opisany został w 2013 roku przez Gustavo Ruiza na podstawie pojedynczego okazu samca.
Skakun o ciele długości 3,08 mm. Karapaks ma ciemnobrązowy z łatą białych łusek w kształcie szewronu i parą kępek takiż łusek za oczami. Szczękoczułki, nogogłaszczki, warga dolna, sternum, endyty i kądziołki przędne ma ciemnobrązowe, a odnóża ciemnobrązowe z żółtymi stopami. Na wierzchu ciemnobrązowej opistosomy występują białe łuski przy przednim brzegu i para białych przepasek w tylnej połowie. Samcze nogogłaszczki charakteryzują się spiralnie zakończonym embolusem o dużej nasadzie, jajowatym tegulum oraz prostą apofizę retrolateralną.
Pająk neotropikalny, znany tylko z Serra da Jiboia w brazylijskim stanie Bahia.